# Радзинський Олег Едвардович
Олег Едвардович Радзинський (нар. 11 липня 1958, Москва, РРФСР, СРСР) — радянський дисидент; син драматурга Едварда Радзинського, онук дитячої письменниці Лії Гераскіної.

## Життєпис
Олег Радзинський народився 1958 року в сім'ї відомого письменника та драматурга Едварда Радзинського та акторки Алли Гераскіної, доньки дитячої письменниці Лії Гераскіної. Після закінчення школи вступив на Філологічний факультет МДУ, а після його закінчення до аспірантури університету.
Ще будучи студентом, він організував копіювання та розповсюдження «самвидаву», а в 1982 році взяв участь у діяльності Групи за встановлення довіри між СРСР та США.
У тому році він був заарештований за статтею 70 Кримінального кодексу РРФСР «Антирадянська агітація і пропаганда». У жовтні 1983 року був засуджений до одного року суворого режиму та п'яти років заслання. Після року перебування в Лефортовському слідчому ізоляторі відбував заслання спочатку в Томській області на лісоповалі, а потім, після хвороби, в місті Кіржач Владимирської області.
У 1987 року у межах проведеної Михайлом Горбачовим політики лібералізації і зближення із Заходом разом із іншими радянськими дисидентами був помилуваний спеціальним указом Президії Верховної Ради і фактично висланий із країни. Оселившись у США, вступив до Колумбійського університету, де в 1991 році здобув освітній ступінь магістра в галузі міжнародних фінансів. Працював у США трейдером та інвестиційним банкіром. У 1997 році був призначений керуючим директором російського відділення австрійського інвестиційного банку Кредитанштальт і переведений із Нью-Йорка до Москви. В 2002 році знову повернувся до Росії та до 2006 року працював на посаді голови Ради директорів компанії Rambler Media Group.
В даний час проживає з сім'єю в Лондоні, де займається літературною діяльністю.
Є керуючим директором британської некомерційної організації Справжня Россія
1 вересня 2023 визнаний в РФ так званим «іноземним агентом».

## Особисте життя
Одружений, четверо дітей.

## Літературні праці
- Збірники оповідань «Відвідування» (2000) та «Іванова свобода» (2010)[9].
- Романи «Сурінам» (2008)[10][11][12] та «Агафонкін і час» (2014)[13][14][15].
- Книга спогадів «Випадкові життя» (2018)[16][17][18][19].
- Радзинський О. Боги та зайві: негероїчний епос. М: АСТ; CORPUS, 2022. — 448 с. роман (фактично книга побачила світ у грудні 2021 року)[20]

## Нагороди і премії
- Роман «Агафонкін і час» — шорт-лист премії Аркадія та Бориса Стругацьких (2014)[21]
- Премія Нові горизонти за 2015 рік за роман «Агафонкін та час».